# 大孤山街道 (大连市)
大孤山街道，是中华人民共和国辽宁省大連市金州区下辖的一个乡镇级行政单位。

## 行政区划
大孤山街道下辖以下地区：
临港社区、富港社区、海景社区、绿州社区、鹏程社区、海韵社区、鹏运社区、红星社区、海港社区、鹏达社区、海益社区和海岳社区。